# Fontaine des bains mystérieux
La Fontaine des bains mystérieux (appelée en italien I bagni misteriosi) est une œuvre de Giorgio de Chirico réalisée en 1973 pour être placée dans de jardin du Palazzo dell'Arte de Milan dans le Parco Sempione à Milan.
L'œuvre avait été créée à l'occasion d'une exposition provisoire et aurait dû être démontée à la fin de l'événement, ce qui ne fut pas le cas.

## Historique

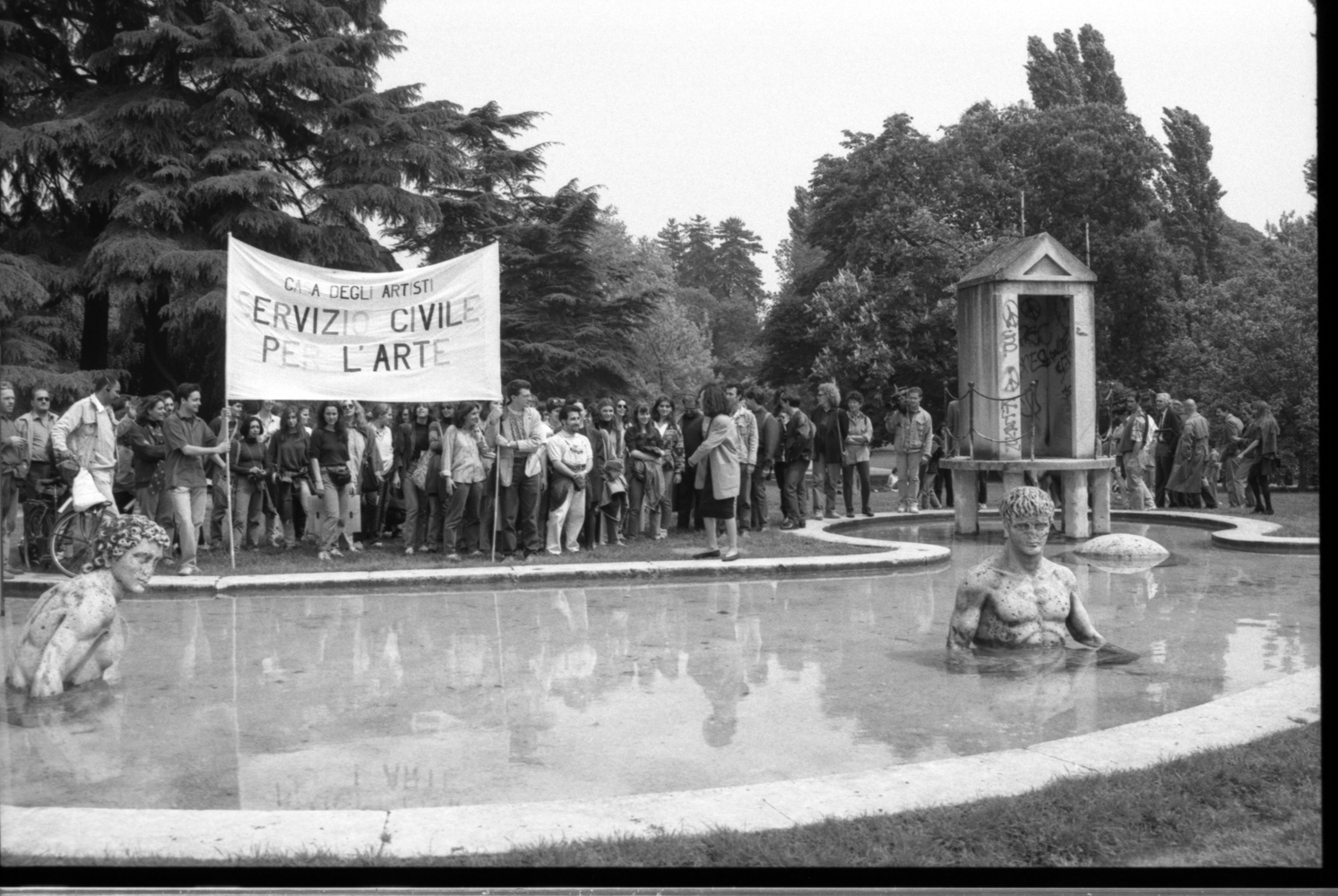
La fontaine en 1994 lors d'une manifestation pour la restauration de l'œuvre, parrainée par la Casa degli artisti.

En 1973, lors de la XVe Triennale de Milan, et dans le cadre du projet Contatto Arte/Città (« Contact Art/Ville ») coordonné par Giulio Macchi, douze œuvres ont été commandées à des artistes contemporains pour être placées dans le Parco Sempione, afin de les rendre accessibles au public.
Les travaux devaient être exécutés par de grandes entreprises et les œuvres devaient être placées dans des espaces publics à Milan, la municipalité de Milan devait en acheter cinq. La fontaine a été construite par la société de Chiampo appartenant au comte Paolo Marzotto, spécialisée dans le traitement du marbre. 
En extérieur et sans protection adéquate, l'œuvre subit de nombreux vandalismes au fil du temps, et a été restaurée dans les années 2001-2009. Actuellement à l'intérieur du Museo del Novecento à l'Arengario, sont exposées les sculptures originales des baigneurs et des poissons, tandis qu'une copie se trouve à l'emplacement d'origine.

### Origines de l'œuvre
La première représentation de bains mystérieux remonte au 1934 dans le dossier de dix lithographies que Chirico avait publié, pour illustrer un recueil de poèmes de Jean Cocteau intitulé Mythologie .
L'artiste a persisté de plus en plus sur le même thème, et en fait, l'année suivante, à la troisième Quadriennale de Rome, a exposé sept tableaux relatifs aux bains mystérieux. De Chirico continuera à développer des versions des plus variées des bains mystérieux. Il reprendra ce sujet, avec de nouveaux tableaux et de nouvelles lithographies en de nouvelles variantes, tout au cours de sa vie.
Pour comprendre l'origine de la Fontaine, il faut revenir à la petite enfance de l'artiste et sa ville natale de Volos en Grèce, en fait en face de la plage, à l'embouchure de la rivière Anavros: il y avait de longs ponts en bois qui conduisaient à une plate-forme, placés au milieu de la mer, sur laquelle étaient placés les cabines et les escaliers menant à l'eau.
Pour la composition effective de son œuvre  Les Bains, de Chirico peut aussi avoir été inspiré par le tableau de Lucas Cranach l'Ancien : la Fontaine de Jouvence de 1546 (Gemäldegalerie de Berlin), où de vieilles femmes viennent se baigner, et en ressortent jeunes.

### Traces
L'esquisse en dur des Bagni a été offerte par de Chirico au président de la Triennale, Remo Brindisi, et est actuellement conservée dans la collection d'art contemporain Remo Brindisi à Comacchio. Dans ce prototype, il y a la cabine, la bouée, le poisson, le cygne, le ballon, la cascade et le soleil avec l'ombre à l'envers. Cependant la position des éléments ne correspond pas à celle de l'œuvre finale, ni à celle des esquisses de Rome.